# Sevastopolskaja
Sevastopolskaja (Russisch: Севастопольская uitspraakⓘ) is een station aan de Serpoechovsko-Timirjazevskaja-lijn van de Moskouse metro dat werd geopend op 4 november 1983. 

## Ontwerp en aanleg
Het ondiep gelegen zuilenstation op 13 meter diepte werd gebouwd aan de hand van een standaardontwerp uit 1960, de duizendpoot. Omdat het station onder het in 1969 geopende Kachovskaja, eveneens een duizendpoot, ligt werd het standaardontwerp aangepast om voldoende sterkte te bereiken. In plaats van twee rijen van 26 zuilen met een onderlinge afstand van 6 meter, werden twee rijen van 40 zuilen met 4 meter onderlinge afstand gebruikt. Het perron ligt onder een hoek van 96/84 graden onder het midden van het perron van Kachovskaja. Voor de overstappers tussen beide lijnen zijn in het midden van het perron vaste trappen naar het midden van het perron aan de andere lijn. De omlijsting van de doorgangen bij de trap is gemaakt van gietijzer en versterkte plafondbalken. Vergelijkbare constructies zijn te vinden bij Leninski Prospekt en Oktjabrskoje Pole
. In de jaren negentig werd de overstaptrap in het midden van de perrons als gevaarlijk voor dragende contructies bekritiseerd door metrobouwers. In de praktijk bleken de metro's op de Kachovskaja-lijn tijdens de passages niet genoeg kracht uit te oefenen om de constructie te laten bezwijken. Ook elders hebben zich geen noodsituaties voorgedaan. Archtecte N.A. Aljosjina gebruikte het station om een nieuw type geprefabriceerde onderdelen te gebruiken. In later gebouwde duizendpoten zijn deze vervolgens ook toegepast. Zo werden 140 plafondplaten van 1,17 meter breed, gebruikt in plaats van 84. Hierdoor werden de zuilen en balken minder belast en bleek het ook waterdichter dan de duizendpoten uit de jaren 70 die regelmatig met lekkage te kampen hebben. 

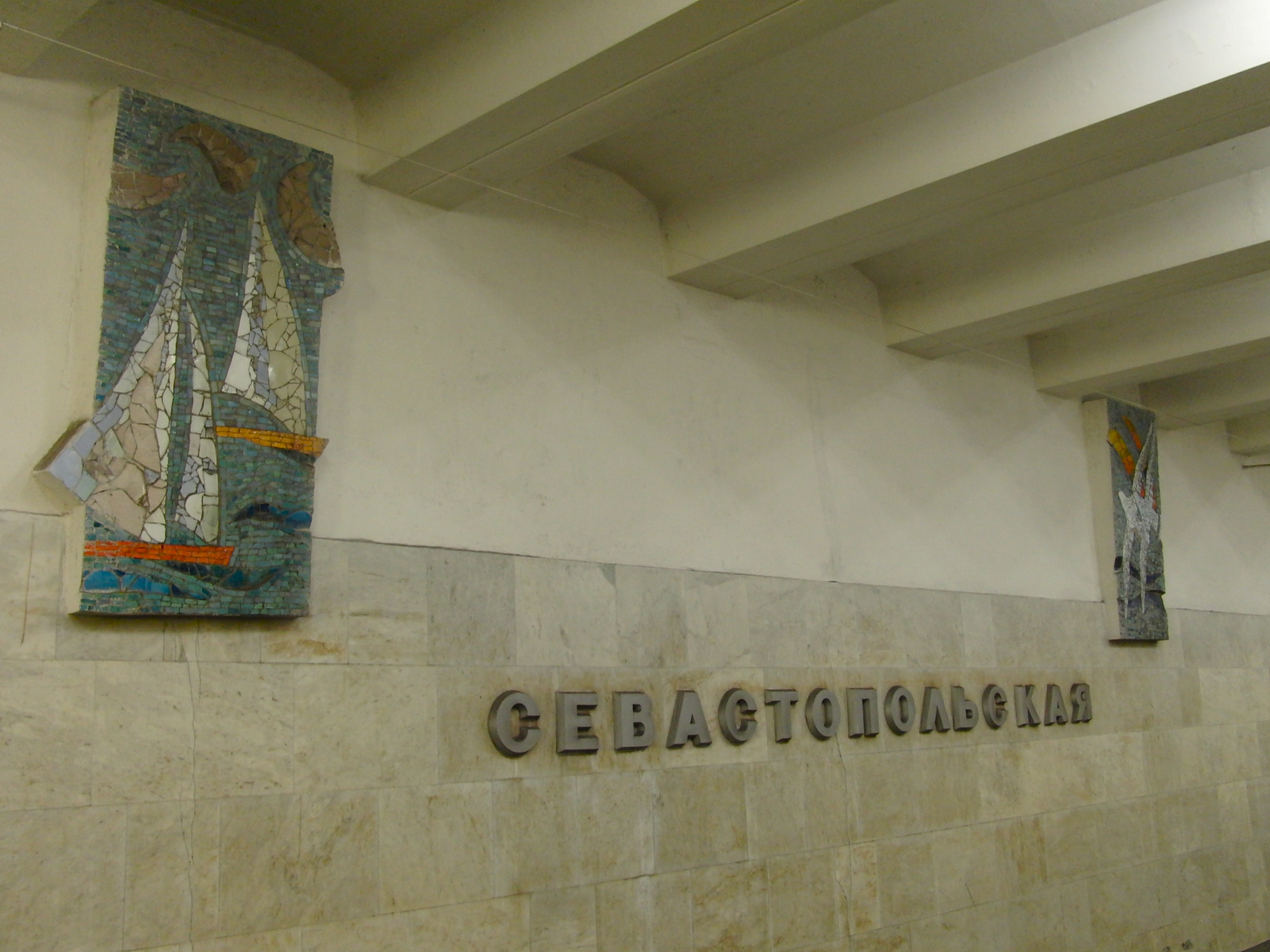
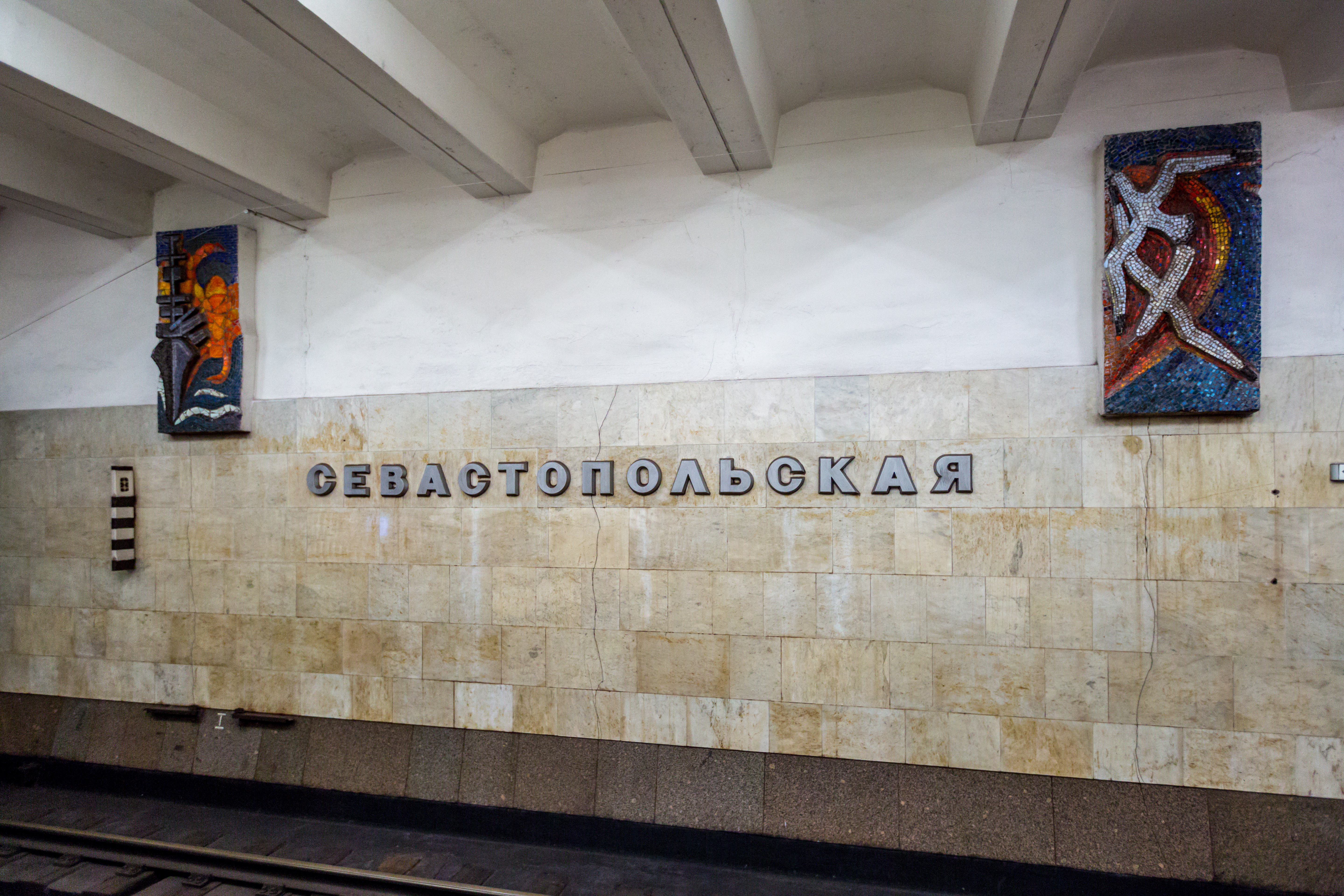
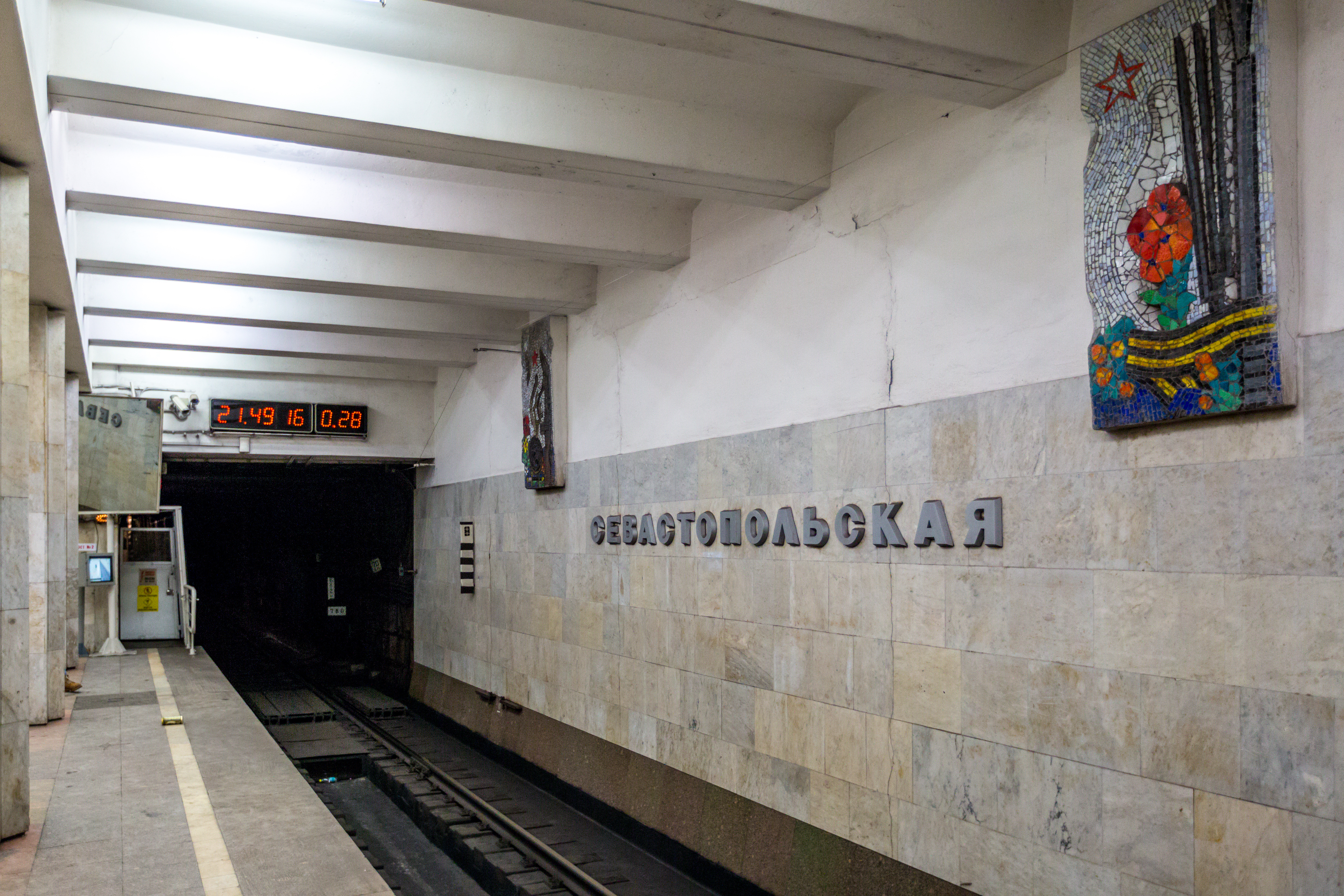

## Ligging en inrichting
De zuilen en tunnelwanden zijn bekleed met wit marmer, de verlichting is ondergebracht in uitsparingen in het plafond. Het station is net als de bovenliggende straat genoemd naar Sebastopol, de Russische marinebasis op de Krim. Het thema van het station is “Heldenstad Sebastopol” hetgeen tot uitdrukking komt in de mozaïeken op de tunnelwand. Kunstenaar I.O. Ikonnikov maakte de mozaïeken met maritieme onderwerpen en afbeeldingen van bezienswaardigheden in Sebastopol. De ondergrondse verdeelhal ligt aan de zuidkant en is met drie roltrappen verbonden met het perron. De verdeelhal kent toegangen aan weerszijden van de Azovskaja Oelitsa. Een tweede toegang tot het perron was tot 30 maart 2019 te vinden in het mdden van het perron via de vaste trappen voor overstappers. Deze overstap is gesloten tijdens de renovatie van Kachovskaja. 

## Reizigersverkeer
In 2002 werden 10.000 instappers en 7.900 uitstappers per dag geteld. Reizigers naar het centrum kunnen om 5:33 uur vertrekken met de metro. In zuidelijke richting kan dit op werkdagen vanaf 6:06 uur en in het weekeinde vanaf 6:09 uur.